# Dagmar Pigola
Dagmar Pigola (* 24. Juni 1946, geborene Dagmar Herbst) ist eine deutsche Badmintonspielerin.

## Karriere
Dagmar Pigola gewann unter ihrem Geburtsnamen Herbst 1963 die DDR-Juniorenmannschaftsmeisterschaft mit dem Team der HSG DHfK Leipzig. Mit der DHfK-Mannschaft gewann sie 1966, 1969 und 1970 auch Silber bei den Mannschaftsmeisterschaften der Erwachsenen. Weitere Medaillen erkämpfte sie sich bei den DDR-Seniorenmeisterschaften.

## Sportliche Erfolge
| Saison    | Veranstaltung                         | Disziplin   | Platz | Name |
| --------- | ------------------------------------- | ----------- | ----- | --- |
| 1962/1963 | DDR-Mannschaftsmeisterschaft Junioren | Mannschaft  | 1     | HSG DHfK Leipzig (Volker Herbst, Lutz Müller, Margit Pitzke, Marianne Döhler, Dagmar Herbst, Binder, Wendler)                                                                                             |
| 1965/1966 | DDR-Mannschaftsmeisterschaft          | Mannschaft  | 2     | HSG DHfK Leipzig (Volker Herbst, Gerd Pigola, Gerd Hachmeister, Bernd Hachmeister, Reinhard Stobbe, Bernd Lawrenz, Norbert Skonetzki, Beate Herbst, Marianne Döbler, Dagmar Herbst)                       |
| 1967/1968 | DDR-Mannschaftsmeisterschaft          | Mannschaft  | 3     | HSG DHfK Leipzig (Volker Herbst, Gerd Pigola, Bernd Hachmeister, Gerd Hachmeister, Joachim Gerhardt, Frank Geißler, Beate Herbst, Christa Neitzsch, Dagmar Herbst-Pigola, Marianne Döhler, Petra Kabisch) |
| 1968/1969 | DDR-Mannschaftsmeisterschaft          | Mannschaft  | 2     | HSG DHfK Leipzig (Volker Herbst, Gerd Pigola, Bernd Hachmeister, Gerd Hachmeister, Joachim Gebhardt, Frank Geißler, Beate Herbst, Dagmar Pigola, Marianne Döhler, Petra Kabisch)                          |
| 1969/1970 | DDR-Mannschaftsmeisterschaft          | Mannschaft  | 2     | HSG DHfK Leipzig (Gerd Pigola, Volker Herbst, Gerd Hachmeister, Frank Geißler, Christel Sommer, Beate Herbst, Dagmar Pigola)                                                                              |
| 1976/1977 | DDR-Seniorenmeisterschaft AK I        | Damendoppel | 2     | Dagmar Pigola / Beate Müller (HSG DHfK Leipzig) |
| 1977/1978 | DDR-Seniorenmeisterschaft AK I        | Damendoppel | 3     | Dagmar Pigola / Beate Müller (HSG DHfK Leipzig) |
| 1980/1981 | DDR-Seniorenmeisterschaft AK I        | Mixed       | 2     | Volker Herbst / Dagmar Pigola (HSG DHfK Leipzig) |
| 1981/1982 | DDR-Seniorenmeisterschaft AK I        | Mixed       | 3     | Volker Herbst / Dagmar Pigola (HSG DHfK Leipzig) |
| 1986/1987 | DDR-Seniorenmeisterschaft AK I        | Mixed       | 3     | Volker Herbst / Dagmar Pigola (HSG DHfK Leipzig) |

## Referenzen
- René Born: Badminton in Tröbitz (Teil 1 – Die Anfänge, die Medaillengewinner, die Statistik), Eigenverlag (2007), 455 Seiten

| Personendaten    | Personendaten               |
| ---------------- | --------------------------- |
| NAME             | Pigola, Dagmar              |
| ALTERNATIVNAMEN  | Herbst, Dagmar              |
| KURZBESCHREIBUNG | deutsche Badmintonspielerin |
| GEBURTSDATUM     | 24. Juni 1946               |